# Allodape panurgoides
Allodape panurgoides är en biart som beskrevs av Smith 1854. Allodape panurgoides ingår i släktet Allodape och familjen långtungebin. Inga underarter finns listade i Catalogue of Life.